# Brazilië op de Olympische Zomerspelen 1924
Brazilië nam deel aan de Olympische Zomerspelen 1924 in Parijs, Frankrijk. Er werden geen medailles gewonnen. Twaalf atleten deden mee aan drie sporten: atletiek, roeien en de schietsport.

## Resultaten en deelnemers

### Atletiek
| Olympiër          | Discipline               | Resultaat | Prestatie                               |
| ----------------- | ------------------------ | --------- | --------------------------------------- |
| Álvaro Ribeiro    | 100m (m)                 | series    | serie 14: 5e                            |
| Álvaro Ribeiro    | 200m (m)                 | series    | serie 13: 3e                            |
| Narciso Costa     | 400m (m)                 | series    | serie 16: 3e                            |
| Narciso Costa     | 800m (m)                 | series    | serie 4: 6e                             |
| Alfredo Gomes     | 5000m (m)                | series    | serie 1: 9e                             |
| Alberto Byington  | 110m horden (m)          | series    | serie 1: 5e                             |
| Eurico de Freitas | polsstokhoogspringen (m) | 11e       | kwalificatie groep A: 5e met 3,40m      |
| José Galimberti   | kogelstoten (m)          | 25e       | kwalificatie groep B: 9e met 11,30m     |
| Octávio Zani      | kogelstoten (m)          | DNF       | kwalificatie groep C: geen geldige worp |
| José Galimberti   | discuswerpen (m)         | 20e       | kwalificatie groep B: 7e met 36,52m     |
| Octávio Zani      | discuswerpen (m)         | 23e       | kwalificatie groep A: 10e met 35,72m    |
| Willy Seewald     | speerwerpen (m)          | 20e       | kwalificatie groep A: 9e met 49,39m     |
| Octávio Zani      | hamerslingeren (m)       | 14e       | kwalificatie: 14e met 33,895m           |
| Alfredo Gomes     | veldloop (m)             | DNF       | niet gefinisht                          |

### Roeien
| Olympiër                     | Discipline      | Resultaat | Prestatie              |
| ---------------------------- | --------------- | --------- | ---------------------- |
| Edmundo Branco Carlos Branco | dubbel-twee (m) | 4e        | serie 2: 2e finale: 4e |

### Schietsport
| Olympiër    | Discipline      | Resultaat | Prestatie  |
| ----------- | --------------- | --------- | ---------- |
| José Macedo | 50m liggend (m) | 38e       | 380 punten |

Argentinië · Australië · België · Brazilië · Brits-Indië · Bulgarije · Canada · Chili · Cuba · Denemarken · Ecuador · Egypte · Estland · Filipijnen · Finland · Frankrijk · Griekenland · Groot-Brittannië · Haïti · Hongarije · Ierland · Italië · Japan · Joegoslavië · Letland · Litouwen · Luxemburg · Mexico · Monaco · Nederland · Nieuw-Zeeland · Noorwegen · Oostenrijk · Polen · Portugal · Roemenië · Spanje · Tsjecho-Slowakije · Turkije · Uruguay · Verenigde Staten · Zuid-Afrika · Zweden · Zwitserland